# Gmina Mordy
Die Gmina Mordy ist eine Stadt ist eine Stadt-und-Land-Gemeinde im Powiat Siedlecki der Woiwodschaft Masowien in Polen. Ihr Sitz ist die gleichnamige Kleinstadt mit etwa 1800 Einwohnern.

## Geographie
Die Gemeinde liegt im Osten der Woiwodschaft. Nachbargemeinden sind Łosice, Olszanka, Paprotnia, Przesmyki, Siedlce, Suchożebry und Zbuczyn.

## Geschichte
Die Landgemeinde wurde 1973 aus verschiedenen Gromadas neu gebildet. Stadt- und Landgemeinde wurden 1990/1991 zur Stadt-und-Land-Gemeinde zusammengelegt. Ihr Gebiet gehörte bis 1975 zur Woiwodschaft Warschau. Es kam dann bis 1998 zur Woiwodschaft Siedlce, der Powiat wurde in dieser Zeit aufgelöst. Zum 1. Januar 1999 kam die Gemeinde zur Woiwodschaft Masowien und zum wiedererrichteten Powiat Siedlecki.

## Gliederung
Die Stadt-und-Land-Gemeinde (gmina miejsko-wiejska) Mordy besteht aus der Stadt selbst und 30 Orten mit Schulzenamt (sołectwo):
Czepielin
Czepielin-Kolonia
Czołomyje
Doliwo
Głuchów
Klimonty
Krzymosze
Leśniczówka
Ogrodniki
Olędy
Ostoje
Pieńki
Pióry-Pytki
Pióry Wielkie
Płosodrza
Ptaszki
Radzików-Kornica
Radzików-Oczki
Radzików-Stopki
Radzików Wielki
Rogóziec
Sosenki-Jajki
Stara Wieś
Stok Ruski
Suchodołek
Suchodół Wielki
Wielgorz
Wojnów
Wólka-Biernaty
Wólka Soseńska
Wyczółki
Ein kleinerer Ort der Gemeinde ist Kolonia Mordy.